# Drakkar

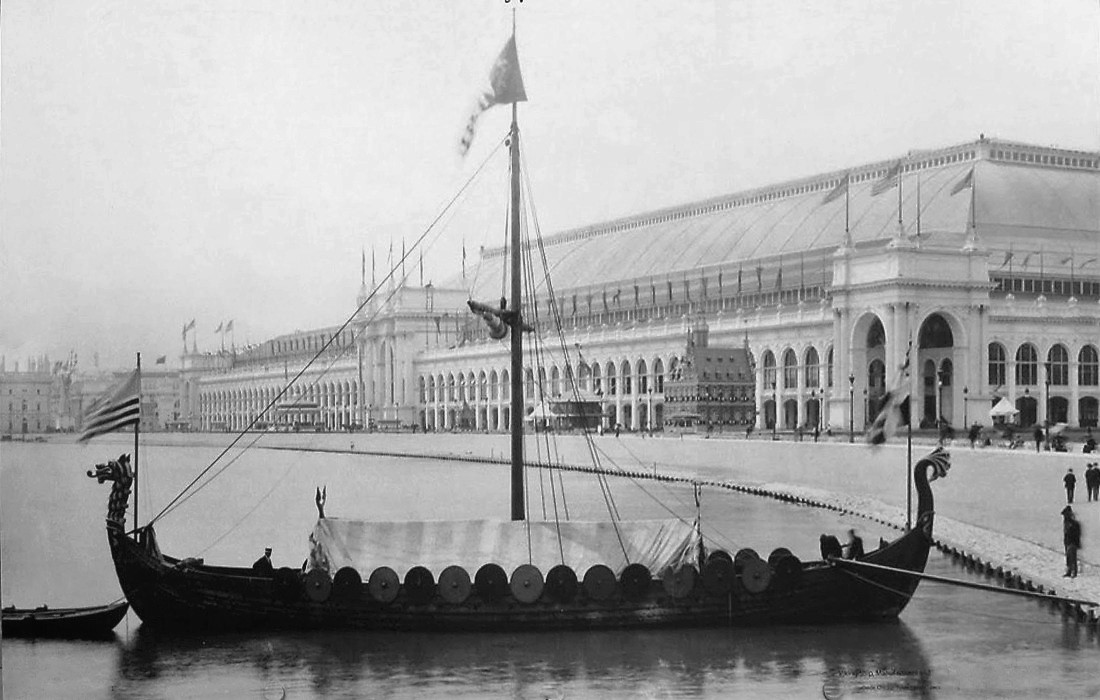
Egy újraépített viking hajó (1893)

A drakkar a vikingek kb. 45 méter hosszú hadihajója. 

## Jellemzői
Orrdíszük szerint csoportosították őket, így lehettek sárkány- vagy kígyófejűek. A sárkányfejű hajók általában nagyobbak voltak a kígyófejűeknél. A legnagyobbakat százhúsz evező hajtotta, a kígyófejűeket általában negyven evező. Behatoltak velük a folyókon a szárazföldekre. Kormányevezőjük a tat jobb oldalán kapott helyet. 
A hadihajók evezői fölött voltak felfüggesztve a harcosok védőpajzsai, s ezek alkották a hamis oldalfalat, vagyis oldalvédet, illetve a hullám- vagy mellvédet.